# Asura andamana
Asura andamana är en fjärilsart som beskrevs av Moore 1877. Asura andamana ingår i släktet Asura och familjen björnspinnare. Inga underarter finns listade i Catalogue of Life.